# Corgi gal·lès de Cardigan

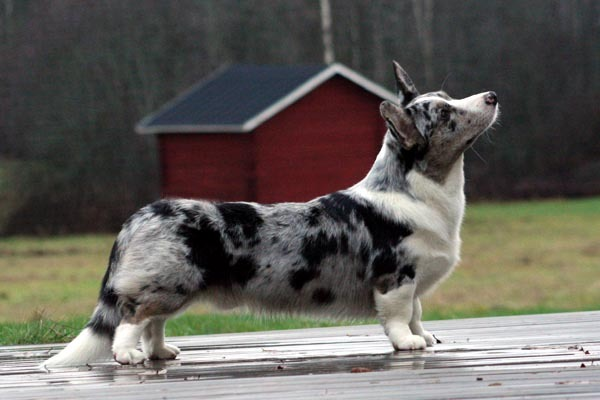
Corgi gal·lès de Cardigan

El Corgi gal·lès de Cardigan (Cardigan Welsh corgi) és una de les dues races separades de "Corgis" originaris de Gal·les, l'altra és el Corgi gal·lès de Pembroke. Es tracta d'una de les races de gos pastor més antigues que existeixen.

## Història
Els Pembrokes i els Cardigans van aparèixer per primera vegada junts en exposicions canines el 1925, data en què se'ls va mostrar d'acord amb les normes del Kennel Club del Regne Unit. El Club pel Corgi va ser fundat al desembre de 1925 a Carmarthen en el sud de Gal·les. Es tenen registres que mostren que els membres locals es van inclinar a favor de la raça Pembroke, per la qual cosa un club per als amants del Cardigan va ser fundat un any més tard (1926). Tots dos grups han treballat intensament per assegurar-se que l'aparença i el tipus de la raça estiguin estandarditzats a través de l'acurada cria selectiva. Els dos tipus, Pembrokes i Cardigans, van ser reconeguts oficialment pel Kennel Club el 1928 i es van agrupar sota la rúbrica de Corgi Gal·lès. Però a partir de 1934 les dues races van ser reconegudes individualment i exposades per separat.

### Orígens
Els Cardigans procedeixen de la família dels gossos tipus Teckel, que també van produir la raça Dachshund.
Es troben entre les races més antigues de tots els gossos de pasturatge, es considera que han existit a Gal·les des de fa més de 3.000 anys.

### Popularitat
Els Cardigans mai han gaudit de la mateixa popularitat que els Pembrokes, probablement a causa de la influència de la família reial britànica (la qual té diversos Pembrokes). No obstant això, han trobat el seu lloc en moltes parts del món, ja que poden participar en esports canins com l'agility, competicions canines, obediència, actuació, flyball, rastreig i esdeveniments de pasturatge.

### Nom
La paraula "cor gi" de vegades es tradueix com a "gos nan" en gal·lès. La raça va ser sovint anomenada "gossos de pati" (yard-long dogs) en els vells temps. El seu nom d'avui es basa en el seu lloc d'origen: Ceredigion a Gal·les.

### Raça moderna
Originalment van ser utilitzats solament com a guardians de granja, amb el temps van adquirir la capacitat d'arriar i pasturar bestiar. Avui dia encara són altament valorats per la seva capacitat per pasturar, el seu esperit de treball i les seves habilitats protectores, així com la seva companyia incondicional.

## Temperament
Si es pogués utilitzar una sola paraula per descriure al Corgi Gal·lès seria: versàtil. Aquest gos, igual que el seu cosí el Pembroke, és un gos pastor nat, es desenvolupa molt bé en proves d'agility, conformació, obediència, rastreig i fins i tot flyball. S'adapta a diferents ambients, climes i tipus de famílies. Se li pot tenir en apartaments urbans o granges rurals. Tendeix a adaptar-se a tota mena de clima -des de la gèlida Alaska fins al desert d'Arizona. L'únic requisit que aquest gos té és que ha d'estar a prop dels seus amos. El Cardigan (això també s'aplica a la majoria dels gossos) té la necessitat de ser part de la família, no d'estar lligat a una caseta de gos a l'aire lliure.
És gentil i protector dels nens encara que a causa del seu fort instint de pasturatge podria tractar de controlar als nens, però això pot ser controlat a través d'entrenament i reforçament positius. La seva necessitat d'exercici pot adaptar-se en funció d'on viu. Gaudeix de tranquils passejos, o de cases sorolloses amb nens (sempre que estiguin supervisats) o de persones molt actives, i pot ser fàcilment entrenat com a ajuda per a minusvàlids.
El Corgi Gal·lès és una excel·lent primera mascota per a amos inexperts o principiants, ja que és molt intel·ligent, lleial, afectuós i pacient amb els nens. Té un fort desig de complaure als seus amos el que el converteix en un animal summament receptiu a l'hora d'ensinistrar-lo. No obstant això, també és un animal d'hàbits i costums que necessita estimulació mental i física diàriament. Amb el temps aprendrà que després que cert programa de televisió acabi o determinades labors acabin significa que és l'hora del seu passeig.

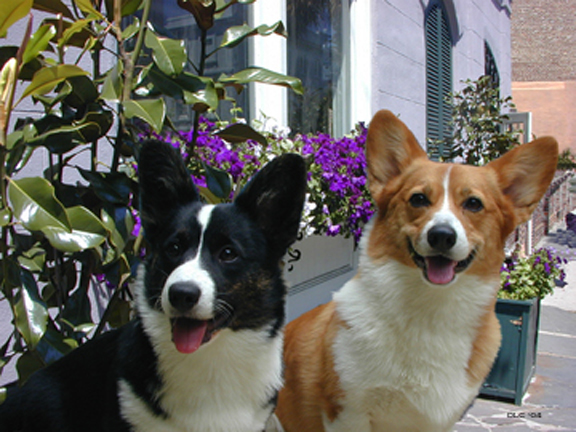
Un exemplar de Cardigan de color negre (esquerra) al costat d'un Pembroke de color vermell (dreta). Tots dos en posició atenta.

## Colors
El Corgi Gal·lès de Cardigan ofereix una varietat molt més àmplia de colors que els gossos d'altres races, i dins d'aquesta varietat el patró de colors és immens. Punts blancs en el pit, potes, cara i punta de la cua són estàndard. Sovint, un collaret complet de color blanc és part del mantell. L'única limitació que existeix sobre el color és que el gos no ha de ser totalment blanc o presentar més del 50% de color blanc. Els colors acceptats sota l'estàndard de la raça són:
- Tigrat (Brindle): Presentarà una ombra de color marró vermellós que va des de gairebé negre, amb ratlles irregulars de color contrastant en gairebé tot el cos. La majoria dels tigrats tindran color marró o marró vermellós amb ratlles negres. Un efecte "carei" seria una bona descripció del tigrat.
- Vermell: Que va des d'un color beix pàl·lid fins a un cafè vermellós clar i brillant, sovint amb detalls foscos al voltant dels ulls o de vegades amb una màscara de color negre a la cara.
- Sabre: Gairebé indistingible del color vermell, un sabre clàssic tindrà un recobriment fosc en tot el seu mantell donant l'aparença de sutge. Freqüentment tindrà una àrea petita de color negre al final de la cua.
- Blanc i negre amb punts tigrats: Serà un gos blanc i negre amb línies tigrades en qualsevol dels "punts" de les àrees de les galtes, les celles, els colzes i les cames posteriors per sota de la sofraja.
- Tricolor (blanc i negre amb punts de color canyella): Serà un gos blanc i negre amb taques foc a les àrees de "punts" i amb freqüència també a l'interior de les orelles.
- Blue Merle: La tonalitat merle es deu a un gen dominant que afecta el pigment negre. En un gos amb pigmentació adequada el negre és clapejat o "jaspiat" amb una gamma de color blau-gris en pegats aleatoris. És característic dels criadors, responsables i coneixedors de genètica, el realitzar encreuaments solament d'exemplars blue merle amb exemplars de color blanc i negre.

## Salut
El Corgi Gal·lès és un gos normalment sa amb poques malalties hereditàries i una vida útil agradablement llarga. El Kennel Club del Regne Unit va publicar una enquesta on indica que la mitjana de vida del Corgi Gal·lès és d'11,7 anys. Sent les causes més comunes de mort: càncer (28,3%), vellesa (24,6%) i trastorns neurològics (15,2%). També, en alguns casos, poden presentar problemes de disc en la columna vertebral, displàsia del colze, displàsia de maluc canina, atròfia progressiva de retina (PRA) i cataractes.